# 未体験HORIZON
- ラブライブ! > ラブライブ!サンシャイン!! > Aqours > 未体験HORIZON

「未体験HORIZON」（みたいけんホライゾン）は、Aqoursの楽曲。同グループの4thシングルとして2019年9月25日にLantisから発売された。

## 概要

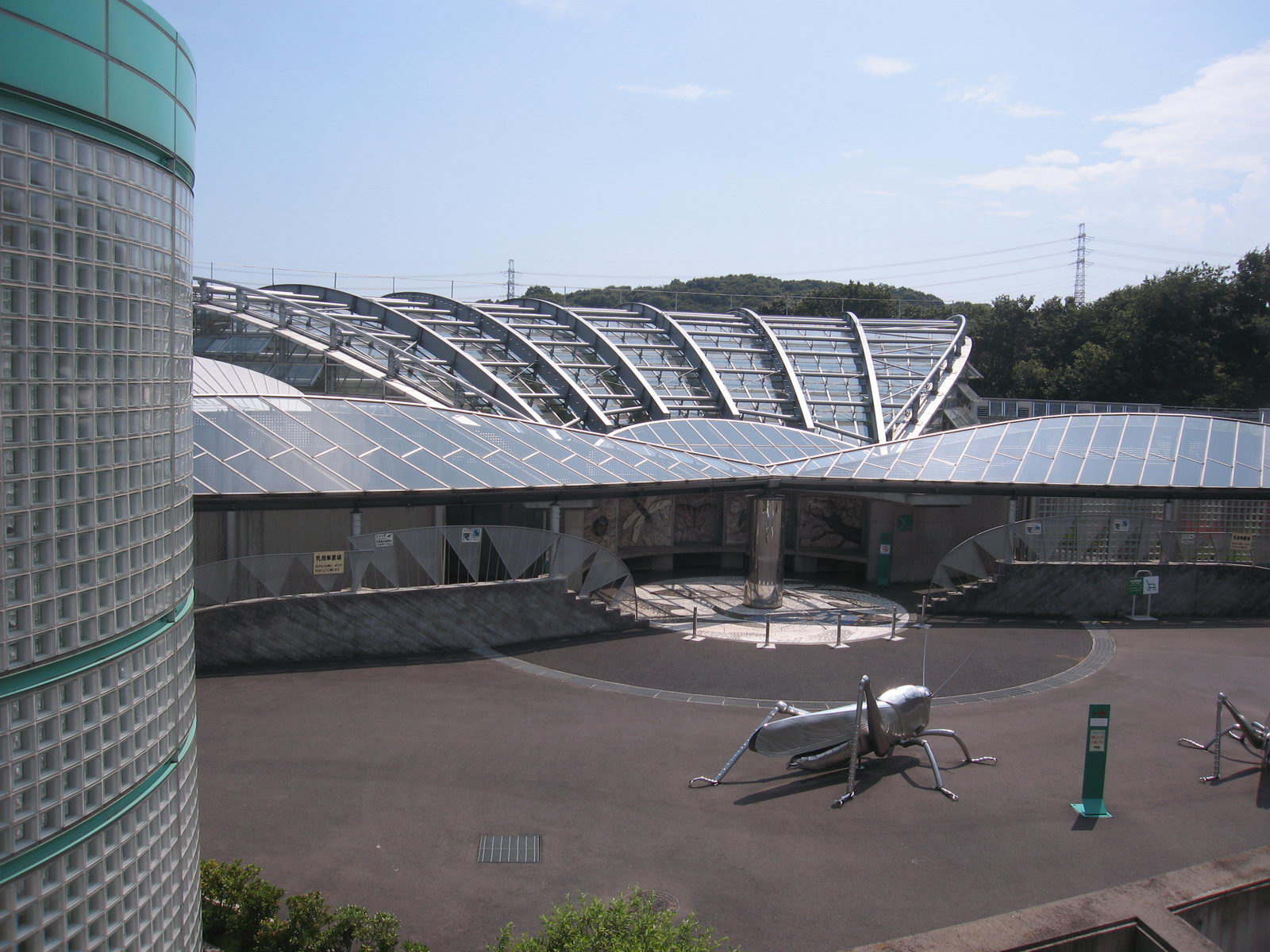
PVの舞台となった昆虫園。

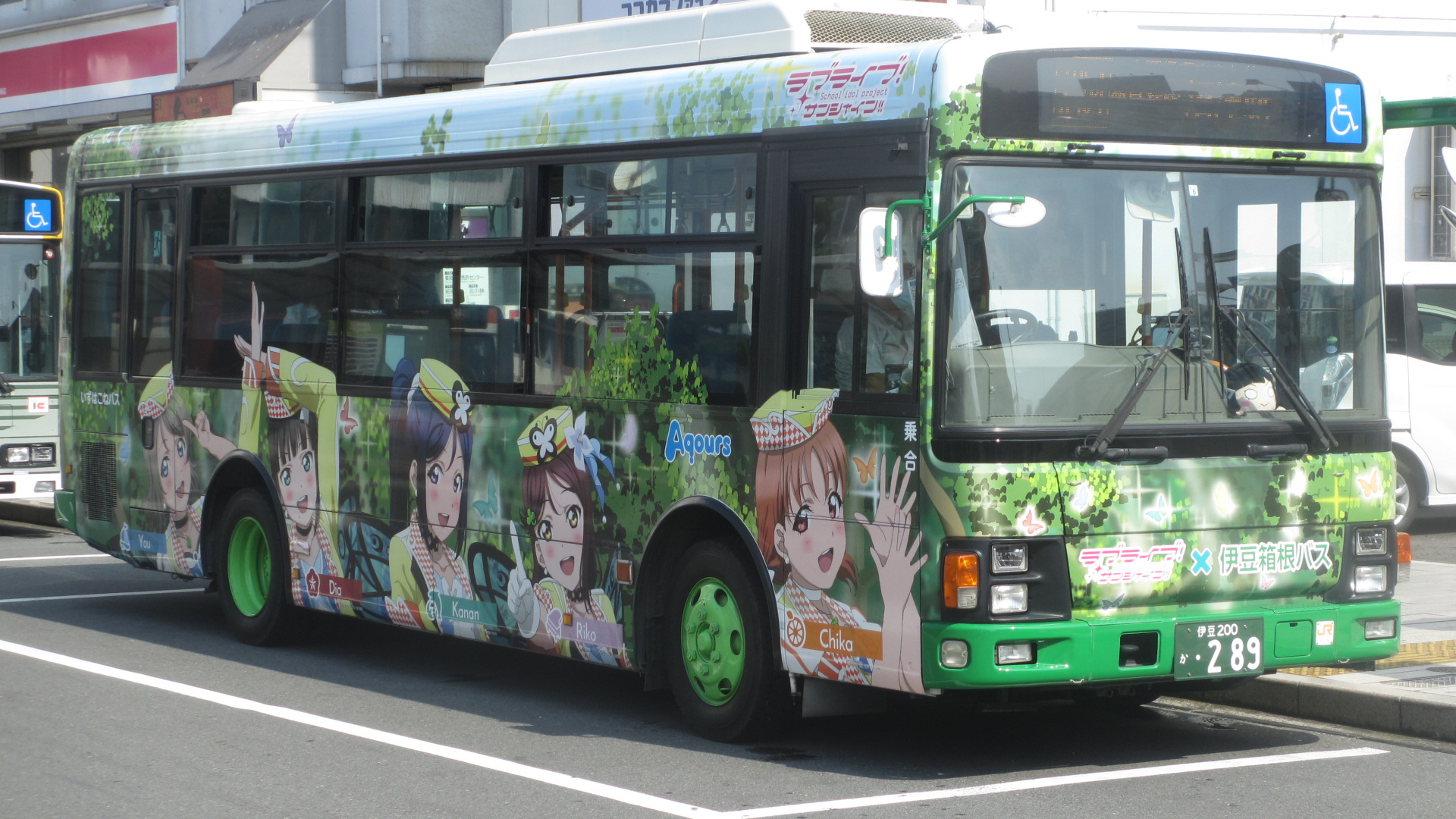
この曲の衣装が描かれたバス。
（伊豆箱根バス）

前作「Jump up HIGH!!」から約3か月ぶりのリリース。ナンバリングシングルとしては前作「HAPPY PARTY TRAIN」から約2年6か月ぶりのリリースとなる。
表題曲「未体験HORIZON」のセンターは国木田花丸が担当。この曲でAqoursメンバー9人全員がセンターを経験することとなった。アニメーションPVでは、多摩動物公園の昆虫園がロケ地となっており、昆虫園内に多数飼育されている蝶がモチーフの衣装となっている。冒頭には、ナンバリングシングルのセンターの変遷を振り返る演出がなされている。試聴動画の最後には、桜内梨子がサードプラネットBiVi沼津店で「ラブライブ！スクールアイドルフェスティバル 〜after school ACTIVITY〜 Next Stage」をプレイしているシーンがある。楽曲は、8月5日にラジオ番組「SCHOOL OF LOCK!」（TOKYO FM）内のコーナー「Aqours LOCKS!」で初公開され、翌日の8月6日に視聴動画が公式アカウントよりYouTube上で公開されている。2019年9月28日に放送された音楽番組「MUSIC FAIR」ではこの曲を披露した。
カップリング曲「Deep Resonance」は、Shadowverse×スクフェスコラボのテーマソング。センターは津島善子が担当。
CDはBD同梱盤とDVD同梱盤の2形態が発売され、CDには表題曲の「未体験HORIZON」とカップリング曲2曲およびボイスドラマが、BD・DVDには「未体験HORIZON」のアニメーションPVが収録される。初回生産分には、「未体験HORIZONカード」（全9種）がランダムで1枚封入される。
キャッチコピーは「新しいみんなで叶える物語」。

## チャート成績
9月24日付のオリコンデイリーランキングでは1.8万枚を売り上げ3位にランクインし、翌日の9月25日付では2位に浮上した。さらにその後も上位をキープし、9月28日付では首位を獲得。Aqoursのオリコンデイリー1位は、「僕らの走ってきた道は…/Next SPARKLING!!」から4作連続となった。2019年10月7日付オリコン週間シングルランキングでは4.0万枚を売り上げて3位にランクイン。デビュー作からの連続週間TOP5入り記録を21作に更新した。

## 収録曲
収録内容におけるボーカル曲は太字、ボイスドラマパートは▲印で表記する。
CD
1. 未体験HORIZON [5:19]
  - 作詞：畑亜貴 / 作曲：小高光太郎、UiNA / 編曲：小高光太郎

2. Deep Resonance [5:13]
  - 作詞：畑亜貴 / 作曲：桑原聖 / 編曲：酒井拓也
  - 「Shadowverse×スクフェス」コラボレーションテーマソング

3. Dance with Minotaurus [5:00]
  - 作詞：畑亜貴 / 作曲・編曲：増田武史

4. 未体験HORIZON (Off Vocal) [5:21]
5. どきどき！ みかん裁判▲ [16:57]
6. 集合！ ひものパーティー▲ [18:44]
7. とびこめ！ ぬまづ城▲ [19:16]

BD/DVD
1. 未体験HORIZON アニメーションPV

## PVスタッフ
- 企画 - サンライズ
- 原作 - 矢立肇
- 原案 - 公野櫻子
- 監督・絵コンテ・演出 - 酒井和男
- 脚本 - 下井晋太朗
- キャラクターデザイン・総作画監督 - 室田雄平
- 作画監督 - 尾尻進矢、平山円
- ライブパート作画監督 - 石井久美、後藤望、酒井香澄、佐野恵一、永富浩司、水野辰哉
- 美術監督・設定 - 秋葉みのる
- 色彩設計 - 横山さよ子
- CGディレクター - 佐藤真
- CGIプロデューサー - 小石川淳
- 3DCGI - サブリメイション
- 撮影監督 - 杉山大樹
- 編集 - 今井大介
- 音響監督 - 長崎行男
- 音楽制作 - ランティス、サンライズミュージック
- プロデューサー - 石塚金吾、大久保隆一
- 振付 - STARDUST、石川ゆみ
- 製作 - プロジェクトラブライブ！サンシャイン!!（サンライズ、バンダイナムコアーツ、KADOKAWA）